# Hydrophorus magdalenae
Hydrophorus magdalenae är en tvåvingeart som beskrevs av Wheeler 1899. Hydrophorus magdalenae ingår i släktet Hydrophorus och familjen styltflugor. Inga underarter finns listade i Catalogue of Life.